# 南華傳媒集團
南華傳媒集團（英語：South China Media Limited），簡稱「SC Media」，是一家總部在香港的傳媒企業，同時為當地最龐大的雜誌出版媒體之一和負責活動項目管理。公司在1977年成立，現時隸屬南華金融持有，並由南華金融主席吳鴻生女兒吳旭茉（Jessica）接捧管理。總部位於香港柴灣豐業街5號華盛中心3樓。

## 旗下媒體

### 雜誌
集團在香港有2本雜誌。
- 《旭茉Jessica》：時尚女性月刊，於2000年創刊，以吳旭茉（Jessica）其名字命名
- 《資本雜誌 CAPITAL ／ Entrepreneur ／ CEO 》

### 數碼媒體平台
集團建立17個社交媒體平台，如facebook專頁，Instagram，LinkedIn和微信公眾號。

## 已結業媒體
- 《3周刊》，每期一書三冊，分別為《3周刊》，《Liza Recipe》，《Liza Net》。2016年4月8日突然停刊。
- 《CAPITAL Weekly》，2020年5月尾終止。
- 《兒童快報Wkids》，2021年終止。
- 《JMen》，2021年終止。
- 《車王Car Plus》，2022年終止。
- 《瑪利嘉兒Marie Claire》香港，2024年終止。

## 事件
2009年6月29日，記者朱天韻在5月底撰寫六月號共16頁的六四事件專題後，《君子雜誌》管理層在未有與前線商討下抽起專題，並指有關文章煽動。朱天韻不滿意有關舉動，在互聯網上公開事件。事後遭南華傳媒即時解僱件。香港記者協會譴責事件，要求南華傳媒向該記者道歉，並致函行政總裁回應，但最後未有答覆。
2020年4月2日，有現職員工投訴指，由2019年5月起公司未有為員工供強積金，其後更開始出現遲出糧的情況。積金局表示跟進工作仍然進行中，但未有透露金額。

## 連結
- 南華傳媒集團（页面存档备份，存于）